# V̌
La V con carón (mayúscula: V̌ minúscula: v̌), es un grafema que se utilizó en la escritura xitsonga. Esta es la letra V diacrítica con un carón.

## Uso
El v carón se utilizó en xitsonga, especialmente en la ortografía de la Biblia de 1929 (reimpresa en 1982).

## Codificación
La v con carón se puede representar en Unicode usando los siguientes caracteres:
| formas    | representación | Puntos de código | descripción                        |
| --------- | -------------- | ---------------- | ---------------------------------- |
| Mayúscula | V̌              | U+0056 U+030C    | Letra mayúscula latina v con carón |
| minúscula | v̌              | U+0076 U+030C    | Letra minúscula latina v con carón |